# EMOTION (堀江美都子のアルバム)
「EMOTION」（エモーション）は、堀江美都子のアルバム（LP盤）。1980年11月25日に日本コロムビアより発売。1989年6月21日初CD化。2002年3月21日に再発売（COR-3597）。
カバー曲を含むポップス集。アイドル風な趣向で全10曲が構成されている。

## 収録曲
1. カリフォルニア・ドリーム [4:09]
作詞：山上路夫、作曲：小田裕一郎、編曲：青木望
2. 甘いテレパシー [3:28]
作詞：山上路夫、作曲：小田裕一郎、編曲：高田弘
3. 幸せのイエスタディ [2:51]
作詞：山上路夫、作曲：小田裕一郎、編曲：清水信之
4. 郵便ポスト [4:01]
作詞：山上路夫、作曲：小田裕一郎、編曲：清水信之
5. 摂氏85度 [3:44]
作詞：山上路夫、作曲：長戸大幸、編曲：清水信之
6. ラブ・イズ・ホール [3:43]
作詞：山上路夫、作曲・編曲：木村昇
7. ジェント・ル・レイン [3:44]
作詞：竜真知子、作曲：小田裕一郎、編曲：青木望
8. 嵐の小舟 [2:52]
作詞：山上路夫、作曲・編曲：木村昇
9. 砂時計 [3:36]
作詞：山上路夫、作曲・編曲：木村昇
10. ハロー・ミスター・サンシャイン [2:45]
作詞：Veto Galati,Jr、日本語詞：山上路夫、作曲：Mick Stewart、編曲：高田弘